# Prva liga Federacije Bosne i Hercegovine 2012-2013
La Prva nogometna liga Federacije Bosne i Hercegovine 2012-2013 (abbreviata in Prva liga FBiH 2012-2013) è stata la tredicesima edizione del massimo campionato di calcio della Federazione BiH, seconda divisione della Bosnia ed Erzegovina.

## Squadre partecipanti
| Squadra          | Città          | Stadio          | Capienza | Stagione 2011-12               |
| ---------------- | -------------- | --------------- | -------- | ------------------------------ |
| FK Sloboda       | Tuzla          | Tušanj          | 15 000   | 15º in Premijer liga           |
| FK Budućnost     | Banovići       | Gradski stadion | 2 200    | 2º                             |
| NK Vitez         | Vitez          | Gradski stadion | 3 000    | 3º                             |
| FK Rudar         | Kakanj         | Pod Vardom      | 5 000    | 4º                             |
| FK Krajina       | Cazin          | Gradski stadion | 2 000    | 5º                             |
| NK Bratstvo      | Gračanica      | Luke            | 3 000    | 6º                             |
| NK Iskra         | Bugojno        | Jaklić          | 11 000   | 7º                             |
| HNK Čapljina     | Čapljina       | Bjelave         | 1 000    | 8º                             |
| FK Goražde       | Goražde        | Gradski stadion | 1 500    | 9º                             |
| HNK Branitelj    | Mostar         | Rodoč           | 1 000    | 10º                            |
| NK Jedinstvo     | Bihać          | Pod borićima    | 8 000    | 11º                            |
| NK Krajišnik     | Velika Kladuša | Gradski stadion | 2 000    | 12º                            |
| FK Radnički 1921 | Lukavac        | Jošik           | 3 000    | 1º in Druga liga FBiH - Nord   |
| NK Bosna         | Visoko         | Luke            | 5 200    | 1º in Druga liga FBiH - Centro |
| NK Podgrmeč      | Sanski Most    | Gradski stadion | 2 000    | 1º in Druga liga FBiH - Ovest  |
| NK Troglav       | Livno          | Zgona           | 2 000    | 1º in Druga liga FBiH - Sud    |

## Classifica
|  | Pos. | Squadra            | Pt                      | G                       | V                       | N                       | P                       | GF                      | GS                      | DR                      |
|  | ---- | ------------------ | ----------------------- | ----------------------- | ----------------------- | ----------------------- | ----------------------- | ----------------------- | ----------------------- | ----------------------- |
|  | 1.   | NK Vitez           | 55                      | 28                      | 16                      | 7                       | 5                       | 54                      | 24                      | +30                     |
|  | 2.   | Radnički Lukavac   | 45                      | 28                      | 12                      | 9                       | 7                       | 40                      | 29                      | +11                     |
|  | 3.   | Branitelj          | 44                      | 28                      | 13                      | 5                       | 10                      | 43                      | 41                      | +2                      |
|  | 4.   | Rudar Kakanj       | 42                      | 28                      | 12                      | 6                       | 10                      | 32                      | 25                      | +7                      |
|  | 5.   | Bratstvo Gračanica | 42                      | 28                      | 12                      | 6                       | 10                      | 34                      | 28                      | +6                      |
|  | 6.   | Sloboda Tuzla      | 41                      | 28                      | 13                      | 2                       | 13                      | 40                      | 27                      | +13                     |
|  | 7.   | Jedinstvo Bihać    | 41                      | 28                      | 12                      | 5                       | 11                      | 45                      | 33                      | +12                     |
|  | 8.   | Čapljina           | 41                      | 28                      | 12                      | 5                       | 11                      | 36                      | 45                      | -9                      |
|  | 9.   | Iskra Bugojno      | 37                      | 28                      | 10                      | 7                       | 11                      | 32                      | 33                      | -1                      |
|  | 10.  | Budućnost Banovići | 36                      | 28                      | 10                      | 6                       | 12                      | 36                      | 35                      | +1                      |
|  | 11.  | Podgrmeč           | 36                      | 28                      | 10                      | 6                       | 12                      | 29                      | 43                      | -14                     |
|  | 12.  | Troglav            | 34                      | 28                      | 9                       | 7                       | 12                      | 30                      | 37                      | -7                      |
|  | 13.  | Bosna Visoko       | 33                      | 28                      | 9                       | 6                       | 13                      | 28                      | 37                      | -9                      |
|  | 14.  | Goražde            | 32                      | 28                      | 9                       | 5                       | 14                      | 35                      | 46                      | -11                     |
|  | 15.  | Krajina Cazin      | 28                      | 28                      | 8                       | 4                       | 16                      | 25                      | 56                      | -31                     |
|  | 16.  | Krajišnik          | ritirato dal campionato | ritirato dal campionato | ritirato dal campionato | ritirato dal campionato | ritirato dal campionato | ritirato dal campionato | ritirato dal campionato | ritirato dal campionato |

Legenda:
      Promosso in Premijer Liga 2013-2014.
      Retrocesso in Druga liga FBiH.
      Escluso dal campionato.
Regolamento:
Tre punti a vittoria, uno a pareggio, zero a sconfitta.

## Marcatori
| Pos.                     | Giocatore        | Squadra      | Reti |
| ------------------------ | ---------------- | ------------ | ---- |
| 1                        | Ante Pinjuh      | Branitelj    | 18   |
| 2                        | Muhamed Mujić    | Budućnost    | 17   |
| 3                        | Jasmin Jaranović | Radnički     | 14   |
| 4                        | Dario Pranjković | Vitez        | 12   |
| 5                        | Haris Dilaver    | Vitez        | 11   |
| 5                        | Jasmin Mujkić    | Bratstvo     | 11   |
| 7                        | Elvis Mešić      | Jedinstvo    | 10   |
| 7                        | Halid Delić      | Jedinstvo    | 10   |
| 9                        | Anel Dedić       | Vitez        | 9    |
| 9                        | Bajro Spahić     | Rudar Kakanj | 9    |
| Fonte: transfermarkt.com |                  |              |      |